# Czoło (Grześ)
Die Czoło ist ein Berg in der polnischen Westtatra mit 1514 Metern Höhe. 

## Lage und Umgebung
Die Staatsgrenze verläuft über den Hauptgrat der Tatra, auf dem die Czoło sich befindet. Östlich des Gipfels liegt das Tal Dolina Chochołowska.

## Tourismus
Der Gipfel der Czoło ist für Wanderer seit 2008 nicht mehr zugänglich. 
Als Ausgangspunkt für eine Besteigung der Bergpässe um den Gipfel aus den Tälern eignen sich die Ornak-Hütte, die Kondratowa-Hütte und die Chochołowska-Hütte.

## Belege
- Zofia Radwańska-Paryska, Witold Henryk Paryski, Wielka encyklopedia tatrzańska, Poronin, Wyd. Górskie, 2004, ISBN 83-7104-009-1.
- Tatry Wysokie słowackie i polskie. Mapa turystyczna 1:25.000, Warszawa, 2005/06, Polkart, ISBN 83-87873-26-8.